# Epidemiologi
 Der er for få eller ingen kildehenvisninger i denne artikel, hvilket er et problem. Du kan hjælpe ved at angive troværdige kilder til de påstande, som fremføres i artiklen.

Epidemiologi (Fra oldgræsk: epi- hos/blandt; demos folket ;logos lære/viden -> læren om det der findes blandt folket) er en forskningsdisciplin, der beskæftiger sig med sygdomme og andre helbredsforholds forekomst og fordeling i grupper af mennesker samt med hvad, der styrer denne forekomst på befolkningsniveau. Idet fokus er på befolkningsgrupper, har epidemiologi flere fællestræk med demografien, men også med biostatistik og til dels medicinsk sociologi.
Hippokrates siges at være epidemiologiens fader, idet han var den første, som undersøgte forholdet mellem udbredelsen af en sygdom og påvirkningen fra omgivelserne. Historisk har den moderne disciplin sine rødder i midten af det 19. århundrede. Den danske læge og fysiolog Peter Ludvig Panum anses for at være en af epidemiologiens pionerer, bl.a. grundet hans beskrivelse af mæslingeepidemierne på Færøerne i 1846. Idet epidemiologien forudsætter adgang til befolkningsdata, regnekraft og biostatistisk ekspertise, er Danmark fortsat blandt de førende i verden på området.[kilde mangler] Blandt andre førende epidemiologer regnes den ungarske læge Ignaz Semmelweis og John Snow fra England som centrale for etableringen af den moderne epidemiologi. Epidemiologi er i dag den vigtigste disciplin indenfor forebyggende medicin og epidemiologiens metoder er ofte anvendte i klinisk forskning. 
Den epidemiologiske forskning i Danmark finder sted ved alle universiteter i Danmark, på de fleste større hospitaler, ved Statens Serum Institut og ved organisationer som for eksempel Kræftens Bekæmpelse.

## Forskningsområder
Epidemiologi beskæftiger sig bl.a. med:
- Forekomst af sundhed, sygdom og risiko
- Sygdomsprognose og risikofaktorer for udvikling af sygdom
- Spredning af sygdomme og sygdomsbyrde
- Opsporing af sygdom
- Forebyggelse af sygdom

## Epidemiologisk forskning
Indenfor epidemiologisk forskning anvendes der forskellige forskningsdesign. De kan hver især give forskellige typer af viden og valget af forskningsdesign afhænger derfor af hvad man er interesseret i at undersøge.

### Casestudie
Casestudier (eller case reports) Den simpleste form for epidemiologiske forskning handler om at beskrive sygdommen. I casestudier gives en detaljeret, kvalitativ beskrivelse af en enkel eller få tilfælde af en sygdom; f.eks. symptomer, objektive fund, parakliniske fund og sygdommens forløb. Generaliserbarheden af dette studiedesign er meget begrænset, men studierne er meget vigtige i beskrivelsen af sjældne eller ikke tidligere kendte sygdomme eller syndromer. Dette kan senere danne grundlag for mere omfattende beskrivelser af sygdommen, som med tiden kan bedrage til hypoteser om årsager og spredning af sygdommen.

### Tværsnitsstudier
Tværsnitsstudier bruges til at undersøge forekomsten af en sygdom, en sundhedsadfærd eller en risikofaktor i en befolkning på et specifikt tidspunkt. Hvis man undersøger flere forskellige variable samtidig, kan man bruge studiet til at undersøge sammenhængen mellem to eller flere variable; fx kan sammenhængen mellem en risikofaktor og en sygdom undersøges. Fordi der ikke er noget tidsperspektiv (alle variable er tilstede samtidig) kan studiedesignet ikke anvendes til at undersøge årsager til sygdomme, men kun sammenhænge.
Tværsnitsstudier bruges bl.a. til at monitorere forekomsten af sundhed og sygdom i den danske befolkning i Sundheds- og sygelighedsundersøgelserne. Ved brug af survey-metoden bygger disse undersøgelser på spørgeskemaer til tilfældigt udvalgte borgere, som er repræsentative for den danske befolkning med nogle års mellemrum.

### Case-kontrol-studier
Case-kontrol-studier bruges primært til at undersøge hvilke faktorer, der øger risikoen for en sygdom. Studiet udføres ved at sammenligne deltagere med sygdommen (cases) med deltagere, som ikke har sygdommen (kontroller). Derved kan man se om der er risikofaktorer, som forekommer hyppigere hos cases end hos kontrollerne. Den største ulempe ved studiedesignet er, at informationer om eksponering indsamles retrospektivt; det vil sige at man, efter en person er blevet syg, beder patienten om at huske tilbage på hvad, der er sket før de blev syge, hvilket til tider er mange år tilbage. Derved kan man risikere, at nogle deltagere har svært ved at huske væsentlige detaljer, eller at der er forskel på hvor pålideligt cases og kontroller husker (recall bias).

### Kohorte
I kohortestudier følges en gruppe af deltagere (kaldet en kohorte) over tid for at undersøge sammenhængen mellem en eller flere eksponeringer (fx en potentiel risikofaktor) og et udfald (fx en sygdom). Dette er det mest anvendte undersøgelsesdesign til undersøgelse af risikofaktorer for sygdom.

### Diagnostisk test
Diagnostiske test er et undersøgelsesdesign, der bruges til at undersøge metoder til screening og diagnosticeringsvaliditet (gyldighed) og reliabilitet (pålidelighed).Validiteten undersøges ved at teste deltagerne med den nye metode og en 'gold standard' (en anerkendt metode), hvorefter test resultatet sammenlignes. På den måde forsøger man at konkludere hvorvidt, man rent faktisk med metoden fanger det, som man forsøger at undersøge. Reliabiliteten kan f.eks. undersøges, ved at testen udføres af to forskellige personer, eller ved at testen udføres af samme person på forskellige tidspunkter, hvorefter man undersøger hvor stor overensstemmelse, der er mellem resultaterne. Hvis metoden er god (og forskeren, der har brugt metoden ikke laver fejl) burde samme metode på samme empiri (patienten) give samme resultat. Studiedesignet kan kun bruges til at undersøge testens egenskaber, men kan ikke bruges til at undersøge effekten af teste (f.eks. om implementering af en screening medfører at flere bliver diagnosticeret); dette kan kun undersøges i et randomiseret kontrolleret forsøg.

### Randomiseret kontrolleret forsøg
Randomiserede kontrollerede forsøg (også kaldet RCT (en forkortelse af det engelske randomised control trials) eller lodtrækningsforsøg) er et studiedesign der bruges til at undersøge effekten af en intervention f.eks. om en behandling har en gavnlig virkning. Der findes en række forskellige metoder, som anvendes i forskellige situationer, men de har alle det tilfældes af deltagere eller grupper af deltagere bliver tilfældigt udvalgt til enten af indgå i interventionen eller til at være kontroller (sammenligningsgrundlag). 
Designet har den styrke at den tilfældige udvælgelse af deltagere fjerner effekten af confounding (ikke-kausale sammenhænge); dermed må de observerede forskelle mellem grupperne være forårsaget af enten interventionen eller tilfældig 'støj' i data.

## Matematisk modellering
Der finder adskillige matematiske modeller, som beskriver smittespredning under en epidemi. Blandt de simpleste er:
- Lineær regression
- Eksponentiel vækst
- SIR-modellen

## Eksterne links
- Principles of Epidemiology in Public Health Practice[2] Centers for Disease Control and Prevention (CDC) 2006
- Basic Epidemiology World Health Organization (WHO) 2006